# Domenico Primerano
Domenico Primerano (Naples, 29 mars 1829 - Rome, 26 février 1911) était un militaire et homme politique italien, chef d'état-major de l'armée royale italienne (Regio esercito).

## Biographie
Élève de l'école militaire Nunziatella entre 1842 et 1850, il commence sa carrière dans l'armée du royaume des Deux-Siciles, avant de passer dans l'armée du royaume d'Italie après 1860.
Protagoniste de l'unification italienne, il fut avec le comte Raffaele Cadorna l'un des deux représentants de l'armée italienne à contresigner la capitulation des États pontificaux à Villa Albani. Primerano est nommé Major (maggiore) de l'état-major général en 1861, et conserve ce poste lorsqu'il est promu général de division  (maggiore generale) en 1877. En 1885, il prend le commandement de la division militaire de Gênes. Il devient ensuite commandant du IIIe corps d'armée à Solbiate Olona. Le 1er décembre 1893, il est nommé chef d'état-major de l'armée italienne, succédant à son ami et camarade de l'école militaire de la Nunziatella, Enrico Cosenz. Il a quitté le poste en 1896.
Parallèlement à son activité militaire, Primerano mène des activités politiques et est élu député de Città di Castello à la XIIIe législature en novembre 1876 et nommé sénateur à la XVIIIe législature en février 1894.
Il est décédé à Rome le 26 février 1911.

### Promotions militaires
- Premier lieutenant (Primo tenente) : 6 décembre 1854
- Capitaine (capitano) : 16 septembre 1856
- Major (maggiore) : 22 septembre 1860
- Lieutenant-colonel (tenente colonnello) : 18 août 1866
- Colonel (colonnello) : 16 avril 1871
- Général de brigade (maggiore generale) : 27 mai 1877
- Général de division (tenente generale) : 13 avril 1884 - 3 juin 1900, date de la retraite

### Fonctions et titres
- Secrétaire général du ministère de la Guerre (27 avril 1876-27 mars 1878)
- Chef d'état-major de l'armée (3 novembre 1893-14 mai 1896)

### Commissions sénatoriales
- Membre de la Commission d'examen des projets de loi " Code pénal militaire ", " Code de procédure pénale militaire ", " Ordre judiciaire militaire " (6 décembre 1905).
- Membre de la Commission d'enquête sur l'organisation de la marine (7 décembre-11 décembre 1905. Démission)

## Distinctions honorifiques
- Commandeur de l'ordre des Saints-Maurice-et-Lazare
- Chevalier de grand-croix décoré du grand cordon de l'ordre de la Couronne d'Italie
- Chevalier de l'ordre militaire de Savoie
- Médaille commémorative des campagnes des guerres d'indépendance
- Médaille commémorative de l'Unité italienne.

## Source
- (it) Cet article est partiellement ou en totalité issu de l’article de Wikipédia en italien intitulé « Domenico Primerano » (voir la liste des auteurs).